# Pablo Cassi
Pablo Cassi (Putaendo, 1951) es un escritor y periodista chileno. 

## Biografía
Es director del periódico Gaceta Municipal, y asesor cultural desde 1980 de la Municipalidad de San Felipe.
Cultiva el cuento y la poesía. Ha recibido varias distinciones a lo largo de su carrera literaria, destacando el Premio Municipal de Literatura de Santiago 1985 por su poemario Íntimo desorden.

## Obras
- Surco y presencia, antología de poesía y cuento; Municipalidad de San Felipe, Santiago, 1977
- Para un peregrino distante, poemas;  Ministerio de Obras Públicas, Santiago, 1979
- Cuando se aproximan los sábados y otros cuentos, Municipalidad de San Felipe, 1984
- Íntimo desorden, poemas; Editorial Ernesto Montenegro, San Felipe, 1984
- Secreta convicción, poemas, Editorial Ernesto Montenegro, San Felipe, 1986
- Poemas para un niño con sonrisa de primavera, Editorial Ernesto Montenegro, San Felipe, 1987
- Tu prójimo inevitable, poemas, Editorial Ernesto Montenegro, San Felipe, 1989
- La espantosa virginidad de las feas y otras historias, cuentos, Editorial Ernesto Montenegro, San Felipe, 1993
- Veinte años de poesía, antología; Editorial Anabi ltda, San Felipe, 1995
- El amor se declara culpable, Editorial Palo de Thade Editores, San Felipe, 2009

## Premios Obtenidos
Por sus obras Pablo Cassi ha obtenido numerosos premios y menciones en diversos concursos literarios. Entre los que se cuentan:
- Primer premio del Primer Concurso Nacional de Literatura, género cuento, organizado por la Secretaría Nacional de Relaciones Culturales de Gobierno, Chile octubre de 1977
- Segundo premio del Primer Concurso Nacional de Literatura, género poesía, organizado por la Secretaría Nacional de Relaciones Culturales de Gobierno, Chile octubre de 1977
- Segundo premio del Primer Concurso Nacional de Literatura, género cuento, organizado por la Caja de Compensación Javiera Carrera, Chile diciembre de 1978
- Segundo premio del Primer Concurso Nacional de Literatura, género poesía, organizado por la Caja de Compensación Javiera Carrera, Chile diciembre de 1978
- Primer premio del Noveno Concurso Nacional de Poesía Infantil para Autores Adultos, organizado por la Secretaría de Relaciones Culturales de Gobierno,  1985
- Premio Municipal de Literatura de Santiago 1985, categoría poesía, por Íntimo desorden
- Premio mención cuento. Tercer Finalista entre los Diez Seleccionados, organizado por la Fundación Dr. Givré, entre un total de 1.246 escritores Iberoamericanos. Buenos Aires, Argentina, 1987
- Primer premio del Concurso Internacional de Poesía Aldo Pedro Alessandri, organizado por el Centro Literario Bartolomé Mitre, Buenos Aires, Argentina, 1990.
- Segundo premio del Concurso Nacional Juegos Florales de Poesía Pablo Neruda, Municipalidad de Valparaíso, junio de 1992
- Mención en el Concurso Latinoamericano de Poesía Alfonsina Storni Pegaso Ediciones, Rosario, Santa Fe, Argentina, agosto de 1999